# صنوبرية
الصنوبر أو الفصيلة الصنوبرية فصيلة نباتية تتبع شعبة المخروطيات. تضم 220-250 نوعًا ضمن 11 جنسًا أهمها الصنوبر.

## من أجناس الفصيلة الصنوبرية
- التنوب
- الشوح
- الصنوبر